# Giuseppe Garampi

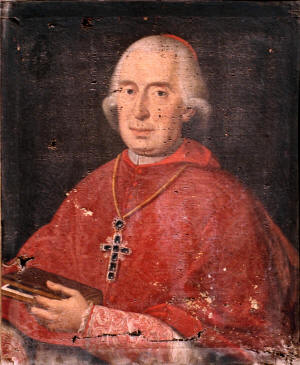
Giuseppe Garampi als Kardinal

Giuseppe Garampi (* 29. Oktober 1725 in Rimini; † 4. Mai 1792 in Rom) war ein Kardinal der Römischen Kirche und Historiker. Als Mitglied der Kurie bekämpfte er den aufgeklärten Absolutismus und die Französische Revolution.

## Leben
Giuseppe Garampi war der Nachkomme eines italienischen Adelsgeschlechtes. Dank der Verbindungen des Vaters hatte er bereits in jungen Jahren Kontakt zum Erzbischof von Bologna Prospero Lambertini. Dieser wurde 1740 Papst und wählte den Namen Benedikt XIV. Sein Pontifikat dauerte bis 1758.
Ab 1751 bekleidete Giuseppe Garampi die ersten Ämter innerhalb der römischen Kurie. 1761 bis 1763 und nochmals 1764 (hier zusammen mit dem Apostolischen Nuntius Niccolò Oddi) unternahm der Priester im Auftrag des Papstes zwei größere Reisen, die ihn in die Schweiz, in das südliche und westliche Deutschland, sowie nach Holland und Frankreich führten. Er hinterließ interessante Reiseaufzeichnungen, von denen mehrfach Teile veröffentlicht wurden. Die den südwestdeutschen Raum betreffenden Niederschriften publizierte der Historiker Friedrich von Weech 1898 auszugsweise unter dem Titel Römische Prälaten am deutschen Rhein.
Am 27. Januar 1772 wurde Garampi zum Titularerzbischof von Berytus ernannt, am 9. Februar 1772 spendete ihm Lazzaro Opizio Kardinal Pallavicino die Bischofsweihe. Von 1772 an war er Apostolischer Nuntius in Polen und seit 1776 in Wien. Am 20. Mai 1776 verlieh ihm Papst Pius VI. den persönlichen Titel Erzbischof pro hac vice und er erhielt die exemte Abtei Montecassino. Am 14. Februar 1785 wurde er von Pius VI. zum Kardinal erhoben, was für langgediente Nuntien seiner Zeit eine übliche Auszeichnung war, und am 3. April 1786 in seiner Titelkirche Santi Giovanni e Paolo in Rom als Kardinalpriester installiert. 1790 wurde Kardinal Garampi Protektor des deutsch-ungarischen Kollegs in Rom. Hier starb er im Mai 1792.

## Wirkung
Garampi zeichnete sich vor allem dadurch aus, dass er eine sehr umfangreiche Korrespondenz mit einflussreichen und gelehrten Persönlichkeiten in ganz Europa unterhielt. Als Historiker war er ab 1752 Präfekt der Archive von Sankt Peter und ab 1759 für die Archive der Engelsburg zuständig. Heute sehen Historiker in ihm einen der einflussreichsten Theoretiker an der Kurie; Volker Reinhardt bezeichnete ihn als wortmächtigsten Intellektuellen im damaligen Senat der Kirche. Eine einflussreiche Rolle kommt ihm besonders während des Pontifikats von Pius VI. zu. Seine Auffassungen haben zahlreiche Schriften geprägt, die in dieser Zeit erlassen wurden. Großen Einfluss hatte er auf das Breve von Pius VI. vom 10. März 1791, das sich gegen die französische Zivilverfassung des Klerus wendete. Als Bischof von Montefiascone und Corneto setzte er sich vor allem für die Armenfürsorge und die Stärkung des religiösen Unterrichts ein.
Als nach seinem Tode die Hälfte seiner Bibliothek von etwa 30.000 bis 40.000 Bänden zum Verkauf stand, umfasste der Katalog des Buchhändlers M. De Romans fünf Bände; unter den Werken waren Veröffentlichungen katholischer wie protestantischer Autoren ebenso wie die der herausragendsten Publizisten der Aufklärung, die Encyclopédie und die Werke von Jean Jacques Rousseau, François-Marie Arouet de Voltaire, Charles de Secondat, Baron de Montesquieu sowie von Guillaume Thomas François Raynal.